# Helicostylis turbinata
Helicostylis turbinata är en mullbärsväxtart som beskrevs av C. C. Berg. Helicostylis turbinata ingår i släktet Helicostylis och familjen mullbärsväxter. Inga underarter finns listade i Catalogue of Life.